# Regional planlægning
Regional planlægning er en betegnelse for den fysiske planlægning, der omfatter niveauet mellem kommunerne og staten. 

## Dansk regional planlægning
Regionplaner er betegnelsen for den fysiske planlægning, som amterne stod for i 1977-2007. 
Planlovens bestemmelser om udarbejdelse af Regionplaner trådte i kraft 1. februar 1977. Amtsrådene udarbejde herefter forskellige alternative forslag til den første regionplan. Efter offentlige høringer vedtog amtsrådet så de endelige Regionplaner.
Amtets Regionplan blev revideret i hver amtsrådsperiode. 
I forbindelse med amternes nedlæggelse 1.  januar 2007 blev de sidst vedtagne regionplaner ophøjede til landsplandirektiver. De tidligere regionplaners indhold indarbejdes i kommuneplanerne. 
Efter 2007 udarbejder regionsrådene Regionale Udviklingsplaner (RUP). I modsætning til regionplanerne, så er udviklingsplanerne ikke bindende for kommunerne.  

## Regional planlægning i andre lande

### Norge
I hvert fylke vedtages  Fylkesplanen af det folkevalgte Fylkesting. Planen kan først træde i kraft, når den er godkendt af regeringen. Planen binder også staten. Derfor ændrer Miljøverndepartementet ofte i Fylkesplanen, inden den indstilles til godkendelse i Statsrådet.   

### Sverige
I Sverige hører den regionale planlægning under Länsstyrelsen, der er den statslige myndighed i området.   
I  Skåne (Region Skåne, formelt Skåne läns landsting) og Västergötland (Västra Götalandsregionen, formelt Västra Götalands läns landsting) har man dog som et forsøg overført den regionale planlægning til de folkevalgte landsting. Det diskuteres, om man skal have lignende ordninger i resten af Sverige.

### Tyskland
I de fem mindste delstater (Slesvig-Holsten, Hamborg, Bremen, Saarland og Berlin) er det delstaten, der står for den regionale planlægning. 
I de 11 største delstater er det regionale myndigheder, der står for planlægningen. Dette sker i et samarbejde med delstaten og kommunerne. 

#### Slesvig-Holsten
Det er indenrigsministeriet i Kiel, der har ansvaret for den regionale planlægning. 
Delstaten består af fem planlægningsområder (Planungsräume):  
- Planlægningsområde 1: Slesvig-Holsten  Syd (Pinnebergs Kreds, Segebergs Kreds, Stormarns Kreds og Lauenburgs Kreds).

- Planlægningsområde 2: Slesvig-Holsten Øst (Østholstens Kreds og Lübeck).

- Planlægningsområde 3: Slesvig-Holsten Midt (Kreds Rendsburg-Egernførde, Plöns Kreds, Neumünster og Kiel).

- Planlægningsområde 4: Slesvig-Holsten Sydvest (Ditmarskens Kreds og Steinburgs Kreds).

- Planlægningsområde 5: Slesvig-Holsten Nord (Nordfrislands Kreds, Kreds Slesvig-Flensborg og Flensborg by).

Der har været forslag om at kommunalisere den regionale planlægning i Slesvig-Holsten. 

#### Baden-Württemberg
12 regioner.

#### Bayern
18 regioner.

#### Brandenburg
5 regionale planlægningsområder (Regionale Planungsräume).

#### Hessen
3 regeringsdistrikter (Regierungsbezirke)

#### Mecklenburg-Vorpommern
4 planlægningsregioner (Planungsregionen)

#### Niedersachsen
34 landkredse (Landkreise). Særlige ordninger for de kredsfrie byer og for Braunschweig området. 

#### Nordrhein-Westfalen
5 regeringsdistrikter (Regierungsbezirke). Særlige ordninger. 

#### Rheinland-Pfalz
5 regioner 

#### Sachsen
5 planlægningsregioner (Planungsregionen). 

#### Sachsen-Anhalt
5 planlægningsregioner (Planungsregionen). 

#### Thüringen
4 planlægningsregioner (Planungsregionen). 

### Østrig
Her er det de 9 forbundslande, der står for den regionale planlægning. 

### Schweiz
Her der kantonerne, der står for den regionale planlægning. Dette sker ofte i samarbejde med kommunerne.